# Mellen (Wisconsin)
Mellen – miasto w Stanach Zjednoczonych, w stanie Wisconsin, w hrabstwie Ashland.